# الیکایی ریش‌دار
الیکایی ریش‌دار (نام علمی: Pheugopedius mystacalis) نام گونه‌ای از سرده الیکایی‌های زه‌پر است.